# Министерство финансов Бразилии
Министерство финансов Бразилии (порт. Ministério da Fazenda) орган в административной структуре Федеративной Республики Бразилии. Создано в 1808 году под названием «Secretaria de Estado dos Negócios do Brazil e da Fazenda» (Государственный секретариат по вопросам экономики и финансов Бразилии). Министерство отвечает за разработку и внедрение экономической политики в стране, финансовое управление в лице федерального казначейства и верховное руководство федерального налоговой системы через свои федеральные налоговые службы. Высшим руководителем является министр финансов.

## Название должностей руководителя министерства
- 1808: министр и государственный секретарь по вопросам экономики и финансов Бразилии и президент королевского казначейства
- 1821: министр и государственный секретарь по вопросам экономики и финансов Бразилии и президент казначейства
- 1831: министр и государственный секретарь по вопросам экономики и финансов Бразилии и председатель трибунала общественного национального казначейства
- 1891: министр и государственный секретарь по вопросам экономики и финансов Бразилии и председатель трибунала государственного казначейства
- 1893: министр финансов и бизнеса
- 1967: министр финансов
- 1990: министр экономики, финансов и планирования
- 1992: министр финансов